# كارلوس ألبرتو ديبول
كارلوس ألبرتو ديبول (بالإسبانية: Carlos Alberto Débole)‏ (18 نوفمبر 1915 - 3 نوفمبر 1990)، هو شاعر أرجنتيني. نشر أكثر من ثلاثين مجلدا شعريا خلال مسيرته في الكتابة. وحصل على جوائز عديدة.